# Janne Salmi
Janne Juhani Salmi (* 17. April 1969 in Turku) ist ein ehemaliger finnischer Orientierungsläufer. Er wurde 1997 Weltmeister über die Kurzdistanz.
Bei den Weltmeisterschaften 1995 in Detmold wurde Salmi hinter dem Schweden Jörgen Mårtensson Vizeweltmeister auf der Langdistanz. In der Staffel gewann er als Schlussläufer zusammen mit Keijo Parkkinen, Reijo Mattinen und Timo Karppinen ebenfalls die Silbermedaille. Bei den drei folgenden Weltmeisterschaften gewann er insgesamt fünf weitere Medaillen, darunter 1997 Gold über die damalige Kurzdistanzstrecke (heute Mitteldistanz). Dabei ließ er im norwegischen Grimstad seinen Landsmann Timo Karppinen zwölf Sekunden hinter sich. Auf der Langstrecke wurde Salmi Sechster, mit der Staffel (zusammen mit Timo Karppinen, Juha Peltola und Mikael Boström) hinter Dänemark Zweiter. 1999 gewann er in Inverness auf der Kurzdistanz Bronze hinter dem norwegischen Sieger Jørgen Rostrup und Juha Peltola. In der Staffel (mit Jani Lakanen, Juha Peltola und Mikael Boström) gewannen die Finnen erneut Silber, diesmal hinter dem norwegischen Team. 2001 gewann er mit der Staffel im finnischen Tampere die Goldmedaille. In einer Mannschaft mit Jani Lakanen, Jarkko Huovila und Juha Peltola verwiesen die Finnen Norwegen und Tschechien auf die Plätze zwei und drei. 2003 startete Salmi ein letztes Mal bei Weltmeisterschaften und kam im Mitteldistanzrennen auf den neunten Platz.
Für den Turkuer Orientierungslaufverein Turun Suunnistajat startete er regelmäßig beim Jukola-Staffellauf. Dreimal gewann er bei einer Jukola. Neben seinem Turkuer Heimatverein gehörte er auch den Vereinen Bækkelagets SK (1990) und OL Bowlare (1989 bis 1995) an.
Salmi ist mit der Schweizer Orientierungsläuferin Vroni König verheiratet.

## Platzierungen
| | Weltmeisterschaften | Weltmeisterschaften | Weltmeisterschaften | Weltmeisterschaften |  | Europameisterschaften | Europameisterschaften | Europameisterschaften | Europameisterschaften |  | World Games | World Games | World Games |  | Nord. Meisterschaften | Nord. Meisterschaften | Nord. Meisterschaften | Nord. Meisterschaften |  | Finn. Meisterschaften | Finn. Meisterschaften | Finn. Meisterschaften | Finn. Meisterschaften | Finn. Meisterschaften |  | GWC |
| Jahr | Sp                  | MD                  | LD                  | St                  |  | Sp                    | MD                    | LD                    | St                    |  | Sp          | MD          | St          |  | Sp                    | MD                    | LD                    | St                    |  | Sp                    | MD                    | LD                    | N                     | St                    |  | GWC |
| --- | ------------------- | ------------------- | ------------------- | ------------------- |  | --------------------- | --------------------- | --------------------- | --------------------- |  | ----------- | ----------- | ----------- |  | --------------------- | --------------------- | --------------------- | --------------------- |  | --------------------- | --------------------- | --------------------- | --------------------- | --------------------- |  | --- |
| 1991 |                     |                     |                     |                     |  |                       |                       |                       |                       |  |             |             |             |  |                       |                       |                       |                       |  |                       |                       | 3.                    |                       |                       |  |     |
| 1992 |                     |                     |                     |                     |  |                       |                       |                       |                       |  |             |             |             |  |                       |                       |                       |                       |  |                       |                       |                       |                       | 3.                    |  |     |
| 1993 |                     |                     |                     |                     |  |                       |                       |                       |                       |  |             |             |             |  |                       | 13.                   | 5.                    |                       |  |                       |                       |                       |                       | 2.                    |  |     |
| 1994 |                     |                     |                     |                     |  |                       |                       |                       |                       |  |             |             |             |  |                       |                       |                       |                       |  |                       |                       |                       |                       | 3.                    |  |     |
| 1995 |                     | 11.                 | 2.                  | 2.                  |  |                       |                       |                       |                       |  |             |             |             |  |                       |                       | 5.                    |                       |  |                       | 2.                    | 1.                    | 3.                    |                       |  |     |
| 1996 |                     |                     |                     |                     |  |                       |                       |                       |                       |  |             |             |             |  |                       |                       |                       |                       |  |                       | 3.                    | 1.                    |                       |                       |  | 22. |
| 1997 |                     | 1.                  | 6.                  | 2.                  |  |                       |                       |                       |                       |  |             |             |             |  |                       |                       |                       |                       |  |                       | 1.                    | 3.                    |                       | 1.                    |  |     |
| 1998 |                     |                     |                     |                     |  |                       |                       |                       |                       |  |             |             |             |  |                       |                       |                       |                       |  |                       |                       | 1.                    |                       |                       |  | 9.  |
| 1999 |                     | 3.                  | 24.                 | 2.                  |  |                       |                       |                       |                       |  |             |             |             |  |                       |                       |                       |                       |  | 1.                    | 2.                    | 1.                    |                       |                       |  |     |
| 2000 |                     |                     |                     |                     |  |                       | 35.                   |                       |                       |  |             |             |             |  |                       |                       |                       |                       |  |                       | 3.                    | 2.                    |                       |                       |  | 7.  |
| 2001 |                     | 10.                 | 6.                  | 1.                  |  |                       |                       |                       |                       |  |             |             |             |  |                       | 15.                   | 3.                    |                       |  |                       |                       | 1.                    |                       | 2.                    |  |     |
| 2002 |                     |                     |                     |                     |  |                       | 20.                   |                       |                       |  |             |             |             |  |                       |                       |                       |                       |  |                       |                       |                       |                       |                       |  | 11. |
| 2003 |                     | 9.                  |                     |                     |  |                       |                       |                       |                       |  |             |             |             |  |                       | 3.                    | 15.                   |                       |  |                       | 3.                    |                       |                       |                       |  |     |
| 2004 |                     |                     |                     |                     |  |                       |                       |                       |                       |  |             |             |             |  |                       |                       |                       |                       |  | 3.                    |                       |                       |                       |                       |  |     |
| Erklärung: GWC = Gesamt-Weltcup / Sp = Sprint (seit 2001), KD = Kurzdistanz, MD = Mitteldistanz, LD = Langdistanz, Kl = Klassische Distanz, E = Einzelwettbewerb , St = Staffel, N = Nacht-OL |                     |                     |                     |                     |  |                       |                       |                       |                       |  |             |             |             |  |                       |                       |                       |                       |  |                       |                       |                       |                       |                       |  |     |